# La Couronne de fer

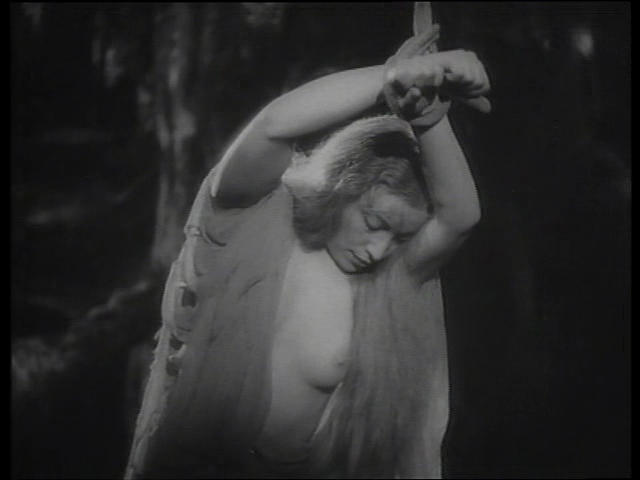
Vittoria Carpi dans le film

La Couronne de fer (titre original : La corona di ferro) est un film italien réalisé par Alessandro Blasetti, sorti en 1941.

## Synopsis
La « couronne de fer » est une sainte relique dotée de pouvoirs magiques, d'après la tradition. Plusieurs rois se la disputent. Sedemondo, un usurpateur va tenter de la détruire, mais le jeune Arminio va l'en empêcher.

## Fiche technique
- Titre : La Couronne de fer
- Titre original : La corona di ferro
- Réalisation : Alessandro Blasetti
- Scénario : Alessandro Blasetti, Renato Castellani, Corrado Pavolini, Guglielmo Zorzi et Giuseppe Zucca
- Adaptation française René Lucot
- Musique : Alessandro Cicognini
- Photographie : Mario Craveri et Václav Vích
- Montage : Mario Serandrei
- Décors : Virgilio Marchi
- Costumes : Gino Sensani
- Pays d'origine : Royaume d'Italie
- Format : Noir et blanc - Mono
- Genre : Aventure
- Durée : 108 minutes
- Date de sortie : 1941
- Sortie en France : 13 janvier 1943 au cinéma "Balzac"

## Distribution
- Massimo Girotti : Arminio/Licinio
- Elisa Cegani : La mère d'Elsa & Elsa
- Luisa Ferida : Kavaora, mère de Tundra & Tundra
- Rina Morelli : La Fée au rouet
- Gino Cervi : Sedemondo
- Osvaldo Valenti : Eriberto
- Paolo Stoppa : Trifilli
- Primo Carnera : Klasa
- Piero Pastore : Sestio
- Vittoria Carpi : Clara

## Contexte historique
Ce film est considéré comme le prototype du cinéma fasciste[réf. nécessaire].
Accusée de collaboration avec la République de Salò, créée par Benito Mussolini, Luisa Ferida est fusillée, enceinte, en 1945, par des membres de la Résistance italienne, en compagnie de son compagnon, Osvaldo Valenti. Le réalisateur Marco Tullio Giordana leur a consacré un film biographique, "Une histoire italienne" (Sanguepazzo) en 2008.